# Pennens filosof
|  | Denne artikel er oprettet af botten Steenthbot ud fra en ekstern database. Den kan derfor have sproglige fejl eller mangler. Denne skabelon kan fjernes efter kontrol af indholdet. |

Pennens filosof er en dansk dokumentarfilm fra 2016 instrueret af Torben Glarbo.

## Medvirkende
- Peter Poulsen